# Boulogne (Floryda)
Boulogne – obszar niemunicypalny położony w pobliżu rzeki St. Marys w północnej części hrabstwa Nassau, w stanie Floryda, w Stanach Zjednoczonych. Przez teren miejscowości biegną trasy U.S. Route 1, U.S. Route 23, U.S. Route 301, Florida State Road 15 i County Road 121.
Wcześniej Boulogne było gminą, jednak jej status zmienił się w latach 60. XX w.